# Маруфа Мартиропольський
Святий Марута або Маруфа Мартиропольський — сирійський чернець, який став єпископом Майферката в Месопотамії (Меяфаракін) на період, починаючи з 399 року до приблизно 410 року. Вважається, що він помер до 420 року. Його шанують як святого в католицькій, грецькій православній і східній православній церквах, його свято відзначається 4 грудня.
Він приніс у своє єпископське місто мощі стількох мучеників, що воно отримало прізвище Мартирополь.
Він був другом святого Іоанна Золатоустого. Він був присутній на загальному Першому Константинопольському соборі 381 року та на Антіохійському соборі 383 (або 390 року), на якому були засуджені месаліани. Кажуть, що на благо перської церкви він провів два синоди в Ктесифоні. Великий організатор, він був одним із перших, хто надав церкві регулярну структуру, допомагав у його місії католікос Ісаак. 
Він виконував обов’язки посла між імператором Східної Римської імперії та Перським імператором.. Після укладення договору 399 року Маруфа здійснив візит 402 року у контексті переговорів між імператором Аркадієм (395–408) та персами. Результатом переговорів став перехід Єздігерда до релігійної терпимості. Нова поїздка 409 року мав на меті вирішення внутрішніх проблем у месопотамської церкви.  Одним із найяскравіших підсумків діяльності Маруфи стало скликання церковного собору 410 року та досягнення кількох домовленостей римлян та персів Крім того, єпископу було дозволено вивезти з собою мощі мучеників, які постраждали в час гонінь за попередніх шахів, які він за наказом візантійського імператора розмістив у «Місті мучеників» Мартирополі. Собор у Ктесифоні також був скликаний не лише з релігійними цілями, але й врегулювання нестабільності на візантійсько-перському кордоні. На церковний собор у Ктесифоні Маруфа доставив послання від західних єпископів, таких як Порфирій Антіохійський, Яким Алеппський, Пакида Едеський, Євсевій Теллський та Акакій Амідський. 
В інтересах Перської церкви, яка сильно постраждала від гонінь Шапура II, він прибув до Константинополя, але виявив, що імператор Аркадій занадто зайнятий справами про вигнання святого Іоанна Золотоустого. Пізніше імператор Феодосій II надіслав Марута до двору Персії, де, незважаючи на волхвів, він завоював повагу перського царя Яздегерда I своєю привітністю, святим життям і, як стверджують, знаннями про ліки. Тому Маруті вдалося домовитися про мир між двома імперіями.
Його твори включають:
- Діяння перських мучеників (ці діяння згадують жертв переслідування Шапура II і Яздегерда I)[5]
- Історія Нікейського собору
- Переклад сирійською мовою канонів Нікейського собору
- Сирійська літургія, або анафора
- Коментарі до Євангелія
- Акти Селевкійсько-Ктесифонтського собору (26 фальшивих канонів синоду 410 р.)

Він також писав гімни на Святу Євхаристію, на Хрест і на святих, убитих під час гонінь Шапура.